# Olieopslagplaatsexplosies in Hemel Hempstead op 11 december 2005

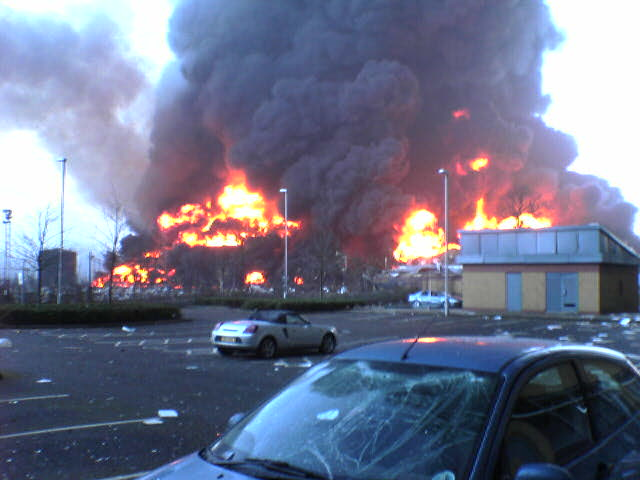
De branden van opslagtanks

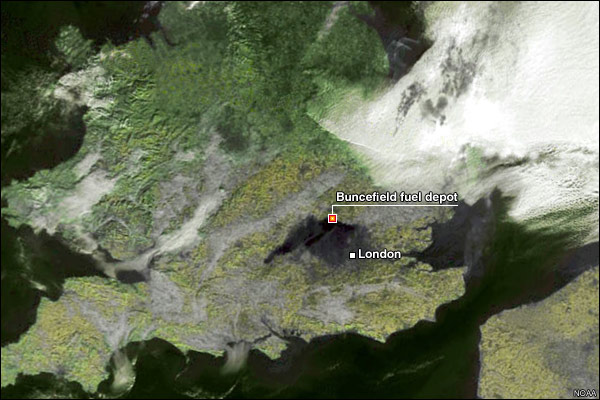
Satellietfoto met rook van de ramp

Op 11 december 2005 was er een serie explosies in de Hertfordshire Oil Storage Terminal (ook wel Buncefield oil/fuel storage depot of kort: Buncefield) nabij Hemel Hempstead in Hertfordshire, Engeland (Verenigd Koninkrijk).
De eerste en zwaarste explosie vond plaats rond 6:03 lokale tijd en werd gevoeld in huizen meer dan 50 kilometer verderop volgens berichten van Sky News. Hierna volgden nog explosies om ongeveer 6:20 en 6:30. Volgens getuigenverklaringen op de televisie en de internetsite van de BBC konden de vlammen vanaf kilometers in de omtrek gezien worden. Pas later op de dag van 13 december 2005 was de volledige brand geblust.
Volgens sommigen is deze explosie de grootste die ooit plaatsvond in vredestijd in Europa.

## Oorzaak
Over de oorzaak is lange tijd weinig bekendgemaakt. Wel meldden ooggetuigen dat zij een vliegtuig laag hoorden overkomen vlak voordat de eerste explosie zich voordeed. Een bewaker van een gebouw in de buurt verklaarde echter voor de eerste ontploffing olie geroken te hebben, zodat een lek wellicht de oorzaak geweest kan zijn. De olieopslagplaats ligt op iets meer dan tien kilometer van de Luchthaven Londen Luton.
De politie heeft een algemene verklaring doen uitgaan waarin zij zegt niet uit te gaan van een terroristische aanslag maar van een ongeluk. De exacte oorzaak van de explosies is tot op heden nooit gevonden.
In 2011 werd het rapport van het Major Incident Investigation Board (MIIB) openbaar. Bij de tank waar het vuur begon, waren veiligheidssystemen defect, zodat de tank kon overstromen. Verder ontbraken opvangreservoirs voor gelekte vloeistof. Personeelsleden waren op de hoogte van de defecte veiligheidssystemen, en hielden zelf in de gaten dat de tank niet te vol werd. Mogelijk door toenemende werkdruk is de tank toch overstroomd. De gelekte vloeistof is gedeeltelijk verdampt, waardoor een explosief mengsel ontstond. De oorzaak van de uiteindelijke ontsteking is niet achterhaald.

## Gevolgen
Het grondwater rond de plaats van de explosie is behoorlijk vervuild geraakt. Er zijn hoge concentraties van de stof perfluoroctaansulfonaat gemeten, een stof die gezondheidsrisico's met zich meebrengt. Volgens een Britse instantie bleef de hoeveelheid van de stof net onder de normen, maar wellicht zal, wanneer de normen in de toekomst verscherpt worden, toch opgeruimd moeten worden.
In totaal werden er 2700 gevallen van schade behandeld als gevolg van de explosie. Naast kleine beschadigingen als gesprongen ruiten, werden er ook volledige gebouwen vernield. Het hoofdgebouw van Northgate Information Solutions en een gebouw van Fujifilm werd totaal vernield. Ook het gebouw van 3Com was behoorlijk beschadigd.
De snelweg M1, die van noord naar zuid loopt en een belangrijke verkeersader is, werd over een lengte van ongeveer 29 kilometer afgesloten. Ook de M10 werd afgesloten.
Het vliegveld van Heathrow moest extra zuinig doen met brandstof, omdat 30% van alle brandstof afkomstig is van het bedrijf waar de explosies plaatsvonden.
Ruim 300 scholen werden op advies gesloten na de explosies. De lokale gezondheidsorganisatie meldde dat binnen een straal van 10 mijl alle scholen gesloten moesten blijven vanwege luchtverontreiniging, die extra schadelijk is voor kinderen.